# Озёрное-Устье
Озерное-Устье — деревня в Вытегорском районе Вологодской области.
Входит в состав Андомского сельского поселения (с 1 января 2006 года по 9 апреля 2009 года входила в Тудозерское сельское поселение), с точки зрения административно-территориального деления — в Тудозерский сельсовет.
Расположена при впадении реки Андома в Онежское озеро. Расстояние до районного центра Вытегры по автодороге — 45 км, до центра муниципального образования села Андомский Погост по прямой — 13 км. Ближайшие населённые пункты — Гневашевская, Ларьково, Ольково.
По переписи 2002 года население — 5 человек.